# Pomar de Valdivia
Pomar de Valdivia es un municipio y localidad de la comarca de La Valdivia en la Montaña de la provincia de Palencia, comunidad autónoma de Castilla y León, España.
Dos de sus pedanías (las de Cezura y Lastrilla) son dos exclaves palentinos situados en el municipio cántabro de Valderredible. Desde 2017, el municipio se encuentra incluido en el Geoparque Las Loras, el primer geoparque de la Unesco en Castilla y León.

## Geografía
Su término municipal comprende también las pedanías de: 
- Báscones de Valdivia
- Camesa de Valdivia
- Cezura (exclave situado en Cantabria)
- Helecha de Valdivia
- Lastrilla (exclave situado en Cantabria)
- Pomar de Valdivia (capital del municipio)
- Porquera de los Infantes
- Quintanilla de las Torres
- Rebolledo de la Inera
- Respenda de Aguilar
- Revilla de Pomar
- Villaescusa de las Torres
- Villallano
- Villarén de Valdivia

## Demografía
Cuenta con una población de 490 habitantes (INE 2024).

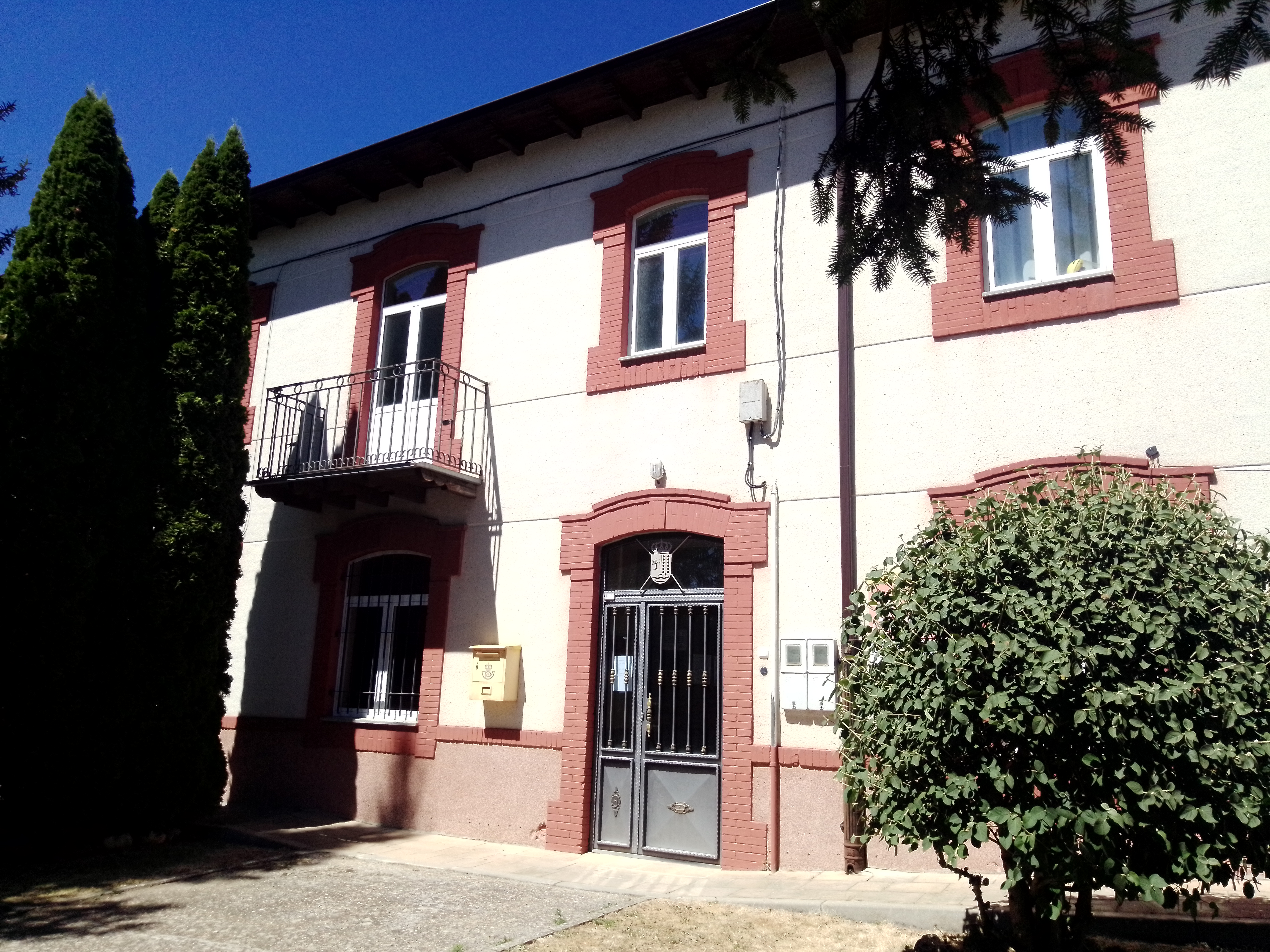
Casa consistorial

| Gráfica de evolución demográfica de Pomar de Valdivia entre 1842 y 2021 |
| |
| Población de derecho según los censos de población del INE Población de hecho según los censos de población del INEEn este censo se denominaba Pomar: 1842 En estos censos se denominaba Pomar de Valdavia: 1887, 1897 y 1900 Entre el censo de 1887 y el anterior, aparece este municipio porque cambia de nombre y desaparece el municipio 34517 (Villaren de la Valdivia) Entre el censo de 1857 y el anterior, este municipio desaparece porque se integra en el municipio 34517 (Villarén de Valdivia) |